# Pascual Pistarini
Pascual Ángel Pistarini (Río Cuarto, 6 de octubre de 1915-Buenos Aires, 2 de octubre de 1999) fue un militar y empresario argentino. Sobrino de Juan Pistarini, se desempeñó como comandante en jefe del Ejército Argentino desde noviembre de 1965 hasta diciembre de 1966. Fue el impulsor del régimen militar autodenominado Revolución Argentina, que el 28 de junio de 1966 depuso al presidente constitucional Arturo Umberto Illia.

## Carrera
Cuando finalizó sus estudios secundarios en 1932, ingresó al año siguiente al Colegio Militar de la Nación, del cual egresaría en 1936 como subteniente especializándose en caballería.
Se destacó como jinete al haber obtenido el récord mundial y latinoamericano de salto hípico con su caballo «Diablo», con el que saltó 2,17 metros, logró conseguir la insignia de San Jorge, máxima condecoración que se les otorga a los oficiales de caballería.
Durante el levantamiento contra el gobierno de Juan Domingo Perón en septiembre de 1955 Pascual Pistarini era teniente coronel fue enviado a reprimir a los sublevados en Puerto Belgrano, una vez instaurado el régimen militar surgido del derrocamiento de Juan Domingo Perón, Pascual Ángel Pistarini fue sometido a un sumario. Allí se comprobó que sólo se había limitado a cumplir una orden oficial superior.
Pascual Ángel Pistarini, desde 1963 hasta noviembre de 1965, siendo General de Brigada se desempeñó como jefe de la IV División de Caballería, del Instituto de la Obra Social del Ejército y de la III División de Caballería, luego siendo ascendido a general de división fue jefe del I Cuerpo de Ejército e integrante de las juntas de calificaciones de oficiales.

### Comandante del Ejército
El 25 de noviembre de 1965, es ascendido a teniente general y nombrado comandante en jefe del Ejército por el presidente Arturo Illia tras el pase a retiro del teniente general Juan Carlos Onganía.

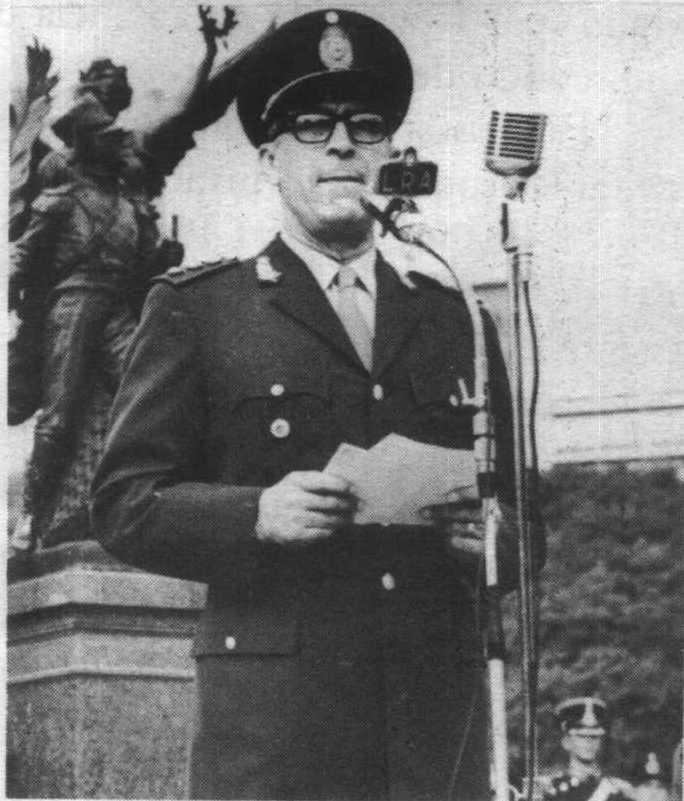
Pronunciando un discurso en el día del Ejército Argentino, 29 de mayo de 1966.

Durante su conducción hizo notar su disgusto hacia la gestión del mandatario radical Arturo Umberto Illia, este hecho tuvo lugar precisamente en el aniversario del Ejército Argentino, el 29 de mayo de 1966, cuando en la Plaza San Martín pronució, en presencia del presidente argentino, las siguientes palabras:

En un Estado cualquiera no existe libertad cuando no se proporcionan a los hombres las posibilidades mínimas de lograr su destino trascendente.
No son los hombres ni los intereses de partidos o facciones los que señalarán rumbos a la institución que la República armó como garantía de su existencia.
Teniente General Pascual Ángel Pistarini.

## Revolución Argentina

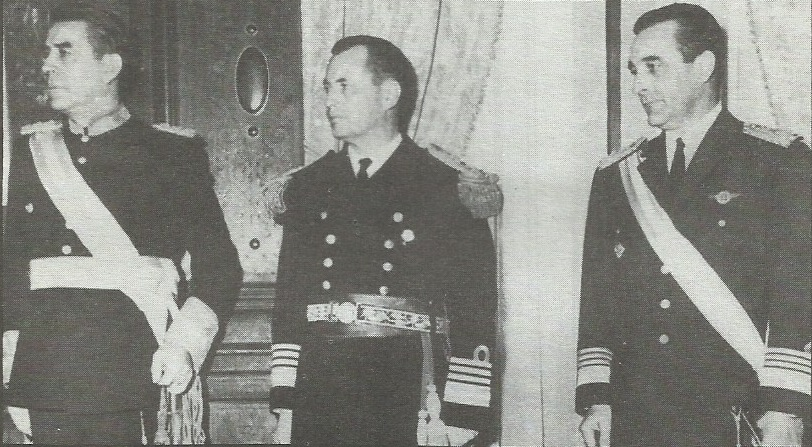
Pascual Pistarini, Benigno Ignacio Varela y Adolfo Álvarez tras derrocar a Arturo Illia el 28 de junio de 1966.

Pascual Pistarini, junto con Juan Carlos Onganía y Julio Rodolfo Alsogaray fueron los principales mentores de la Revolución Argentina.
Durante la crisis militar de 1962 desatada por los bandos Azules y Colorados, Pascual Pistarini, Julio Alsogaray, y Juan Carlos Onganía fueron miembros destacados del sector "azul", sector que abogaba por la no injerencia de las fuerzas armadas en la política argentina. Los "azules" estaban enfrentados abiertamente con los "colorados", ya que este sector pretendía que las fuerzas armadas tuvieran un rol principal en la política de Argentina.
Cuando estos tres generales diagramaban los parámetros del gobierno que surgiría luego de desplazar a Arturo Illia, se llegó a un acuerdo que dejaba satisfechos a todos. Dicho acuerdo consistía en que se disolvieran las instituciones democráticas, que tuviera lugar un fortalecimiento del poder judicial como garante de los derechos, y que se aplicara una política económica de libre mercado, se acordó la creación del cargo de primer ministro, quien tendría un rol fundamental en la política, se esperaba que dicho cargo fuese ocupado por Álvaro Alsogaray, hermano de Julio Rodolfo Alsogaray. Una vez diagramado el plan, el derrocamiento del presidente electo democráticamente en 1963, se avecinaba.
El 28 de junio de 1966, cuando ya el presidente Arturo Umberto Illia había ordenado el retiro del titular del Ejército, las fuerzas armadas desplegaron tropas frente a la Casa Rosada y el entonces general de división Julio Alsogaray le exigió a Illia que renunciara, Illia no accedió y fue derrocado. Consumado el golpe de Estado, el teniente general Pascual Pistarini junto con el brigadier general Adolfo Álvarez y el almirante Benigno Ignacio Varela, integró la Junta Revolucionaria que dictó el estatuto con el ordenamiento jurídico que permitió designar a Juan Carlos Onganía como el nuevo jefe del Estado.
El 30 de junio, fue nombrado secretario de Guerra interino por Onganía. El 23 de septiembre de 1966 la dictadura eliminó las secretarías militares (Guerra, Marina y Aeronáutica) pasando sus funciones a los respectivos comandos en jefe.
Juan Carlos Onganía no cumplió el pacto que originalmente había sido diagramado con los generales Alsogaray y Pistarini, ya que vetó la creación del cargo de primer ministro, y encaminó al país hacia un modelo corporativista, antagónicamente opuesto al modelo acordado, el del liberalismo económico.  Los ministros del gabinete designados por Onganía también enfadaban al Teniente General Pascual Pistarini y al entonces General de División Julio Alsogaray. Las diferencias entre el nuevo gobierno de facto contra Pistarini y Alsogaray comenzaron a salir a flote.
En diciembre de 1966 tuvo lugar una discusión entre Juan Carlos Onganía y Pascual Pistarini, que finalizó con el pase a retiro a este último. Pistarini pretendía que en cuestiones tales como ascensos y designaciones, quedaran a cargo del titular del ejército, y que el presidente no objetara ni vetara las propuestas en este ámbito. Sin embargo, el flamante presidente de facto objetó. Destino, ascensos, retiros. Onganía pasó a retiro a los generales de división Adolfo Cándido López y Nicolás Cándido Hure, quienes eran del círculo íntimo de Pascual Pistarini, quien se opuso a dicha determinación. Ante esta situación tuvo lugar un breve diálogo entre Onganía y Pistarini:

(Pascual Pistarini) "Entonces es mejor que presente mi pedido de retiro"

(Juan Carlos Onganía) "Lo doy por presentado..."
Diálogo entre los tenientes generales Pascual Pistarini y Juan Carlos Onganía.

Técnicamente, fue solicitud de relevo. Aunque personalmente, Pascual Pistarini se sintió relevado. Pasó a situación de retiro efectivo el 7 de diciembre de 1966.

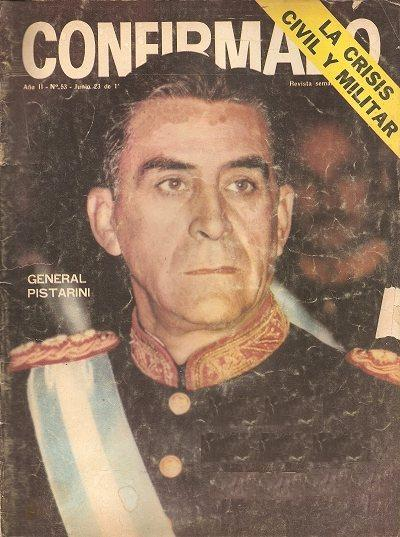
Teniente General Pascual Ángel Pistarini, en la portada de la revista Confirmado.

## Después del relevo
Una vez retirado del servicio activo, Pascual Pistarini formó parte del grupo empresarial Sasetru y también se desempeñó como ejecutivo del Banco Internacional.
Fue el primer presidente de la Comisión del Arma de Caballería "San Jorge", ocupando dicho puesto entre abril de 1967 y abril de 1968.
En el año 1982, junto a los tenientes generales Leandro Enrique Anaya y Emilio Forcher integró el Tribunal de Honor que se encargó de llevar a cabo un proceso de delimitación de las responsabilidades emergentes del Ejército Argentino durante la guerra de las Malvinas.